# 北九州市交通局

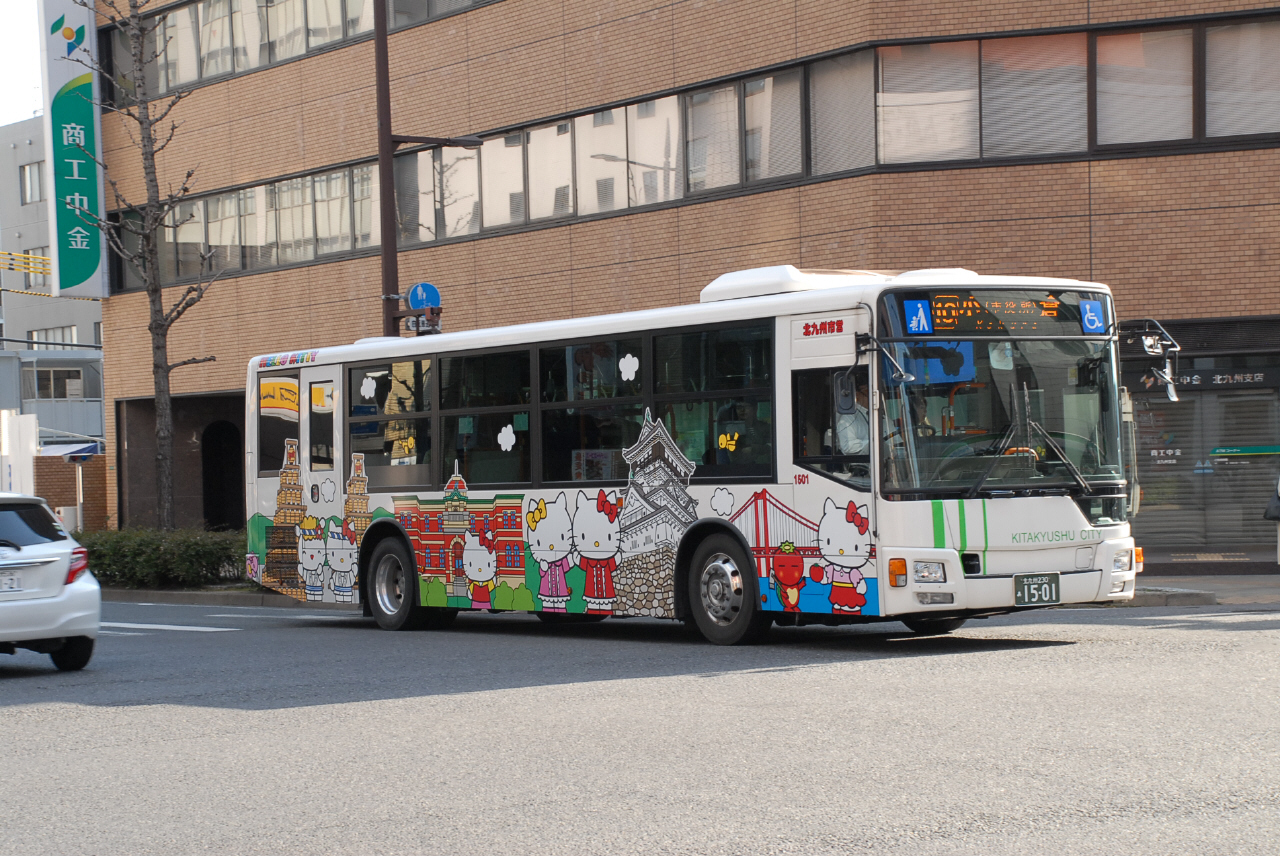
北九州市公車

北九州市交通局（日语：／ Kita-Kyūshū-shi Kōtsūkyoku */?）是日本福岡縣北九州市的一家地方公營企業。北九州市交通局的前身是成立於1929年的若松市交通局。1963年2月10日，隨著若松市和小倉市、門司市、戶畑市、八幡市合併，交通局被北九州市繼承。北九州市交通局現在主要經營公車業務。